# Robert Klasen
Robert Klasen, född 10 september 1962, är en svensk musiker (trumslagare).
Klasen är en av medlemmarna i gruppen Noice som hade stora framgångar i början av 1980-talet. Han spelar trummor på bandets två första skivor, Tonårsdrömmar och Bedårande barn av sin tid, men lämnade bandet i slutet av 1980. 2007 blev han återigen aktiv i bandet. Hans son Linus Klasen spelar ishockey i Djurgårdens IF.

## Diskografi

### Noice
Studioalbum
- 1979 – Tonårsdrömmar
- 1980 – Bedårande barn av sin tid
- 2023 – Gustavsberg

Singlar
- 1979 – "Television"
- 1979 – "En kväll i tunnelbanan"
- 1980 – "Du lever bara en gång"

EP
- 2007 – "Nätter utan slut (Live)" (trummor på "I natt é hela stan vår")

### Intact
Singlar
- 1982 – "Tiden går"

### Stjärnfall
Singlar
- 1982 – "Vår tid är här"